# Фернандес Муньос, Николас
Никола́с Эстеба́н Ферна́ндес Му́ньос (исп. Nicolás Esteban Fernández Muñoz; род. 3 августа 1999, Сан-Хоакин, Сантьяго) — чилийский футболист, защитник клуба «Аудакс Итальяно».

## Клубная карьера
Фернандес — воспитанник клуба «Аудакс Итальяно». 4 ноября 2017 года в матче против «Курико Унидо» он дебютировал в чилийской Примере. 14 марта 2022 года в поединке против «Палестино» Николас забил свой первый гол за «Аудакс Итальяно». 

## Международная карьера
В 2019 году Фернандес в составе молодёжной сборной Чили принял участие в домашнем молодёжном чемпионате Южной Америки. На турнире он сыграл в матчах против команд Боливии, Венесуэлы, Бразилии и Колумбии. 